# リトル・エル・シドの冒険
『リトル・エル・シドの冒険』（リトル・エル・シドのぼうけん、西文：Ruy, el pequeño Cid）は、1980年にスペインのB.R.B. Internacionalと日本の日本アニメーションが共同制作したテレビアニメである。全26話。

## 概要
父のような立派な騎士になることを夢見る少年ルイが織りなす壮大な物語。11世紀のカスティーリャ王国で活躍したエル・シドの少年時代を描いている。
スペインでは1980年にテレビシオン・エスパニョーラで放送。日本では1984年2月6日から同年3月12日までテレビ東京系列局で平日の帯番組として放送されていた。
2021年現在、衛星波の再放送、映像ソフトの販売は今のところ予定はないが動画配信ではGYAO!で全26話視聴することが出来る。
その後、スペインで制作され日本で放送されたテレビアニメは1992年にバルセロナ五輪の公式マスコット、コビーの活躍を描いた『コビーの冒険』がテレビシオン・エスパニョーラで放送後NHKで放送された。　　

## 登場人物
ルイ
声 - 渡辺菜生子
本作の主人公。
ライネス
声 - 柴田秀勝
テレサ
声 - 坪井章子
ヘレミアス
声 - 八奈見乗児
フェルナンド王
声 - あずさ欣平

## 各話リスト
| 話数   | サブタイトル             | サブタイトル                   |
| ------ | ------------------------ | ------------------------------ |
| 第1話  | 小さな騎士誕生           | En un pueblo llamado Vivar     |
| 第2話  | お父さんの教え           | Ruy, yo soy tu padre           |
| 第3話  | 修道院のあばれん坊       | Ruy en el monasterio           |
| 第4話  | 礼拝堂のロバ             | Un asno en la capilla          |
| 第5話  | いたずらの報い           | El encierro de Ruy             |
| 第6話  | 僕はガキ大将             | Ruy, el jefe de la pandilla    |
| 第7話  | 探検ごっこ               | El torreón del gigante         |
| 第8話  | 空を飛んだルイ           | El vuelo de Ruy                |
| 第9話  | 悪代官の城               | La herradura de plata          |
| 第10話 | ルイと三人の流れもの     | Ruy y los tres vagabundos      |
| 第11話 | 身代りの決闘             | El castillo sitiado            |
| 第12話 | ブリキの騎士             | El caballero de latón          |
| 第13話 | 牛男たちの秘密           | El rapto de Florinda           |
| 第14話 | 魂の墓場                 | Una noche en el cementerio     |
| 第15話 | 谷間の決闘               | El loco justiciero             |
| 第16話 | ルイの猪退治             | Ruy recupera a Peka            |
| 第17話 | お城がほしい             | El estandarte                  |
| 第18話 | 水車小屋の幽霊           | El fantasma de doña Berenguela |
| 第19話 | 丘の上の城               | Un castillo para Martín        |
| 第20話 | パンコルボの鐘           | Las campanas de Pancorbo       |
| 第21話 | 裁かれるルイ             | Los montañeses                 |
| 第22話 | ドミンゴの橋             | El puente de los peregrinos    |
| 第23話 | テクスフィンの陰謀       | La conspiración                |
| 第24話 | 空をとぶ矢               | Una flecha mortal              |
| 第25話 | カスティーリア城の危機   | El rey en peligro              |
| 第26話 | いつの日か、エル・シドに | Ruy, el Cid campeador          |

## スタッフ
- 監督 - 黒川文男
- 脚本 - 柏倉敏之
- 絵コンテ・演出 - 蔭山康生、奥田誠治、日下部光雄、楠葉宏三、黒川文男 他
- キャラクターデザイン - 関修一
- レイアウト - 坂井俊一、野田拓実、宍倉敏、望月敬一郎、広瀬和子 他
- 作画監督 - 小川隆雄、酒井明雄、鈴木満 他
- 原画 - 潤成実業、トランスアーツ、野田拓実、穴倉敏、望月敬一郎、広瀬和子、朝戸澄子、小川隆雄、鈴木満、坂井俊一 他
- 美術ボード - 大山哲文、小林七郎
- 背景 - 潤成実業、大山哲文 他
- 音響監督 - 浦上靖夫※
- 録音スタジオ - アバコクリエイティブスタジオ※
- 整音 - 中戸川次男※
- 音響効果 - 松田昭彦 (フィズサウンドクリエイション)※
- 音響制作 - AUDIO PLANNING U※
- 現像 - 東京現像所
- 協力 - 青二プロ
- プロデューサー - 中島順三
- アニメーション制作 - 日本アニメーション
- 製作 - B. R. B. Merchandising Internacional、日本アニメーション、テレビ東京
- © NIPPON ANIMATION CO., LTD. 1983

※はノンクレジット。

### スペイン語版スタッフ
オープニングクレジット
- R. T. V. E. Presenta - Ruy, el pequeño Cid
- Producida por - B. R. B. → Serie Producida por - B.R.B. Internacional
- en Coproducción con - Radiotelevisión Española
- Derechos de distribución y merchandising - B. R. B. Merchandising Internacional (Madrid)

エンディングクレジット
- Montaje - Bella María Costa
- Efectos especiales - Jorge Rodríguez
- Ingeniero de sonido - Ricardo de Diego
- Sonorización - Cinesón, S. A. → Cinesón, S.A.
- Laboratorios - Fotofilm Madrid, S. A.
- Guión original - Joaquín Amichatis
- Adaptación - Manuel Peiró
- Edición - Chelo Fernández
- Coordinación - Margarita del Río
- Edición musical - Canciones del Mundo, S. A. → Canciones del Mundo, S. A
- Producción - Luis Ballester
- Supervisión histórica - D. Luis Sánchez Belda (Director del Archivo Histórico Nacional)
- Realización - Nippon Animation
- Música - Guido y Mauricio de Angelis → Guido y Maurizio De Angelis
- Dirección → Dirección de Animación - A. Negoro
- Productor ejecutivo - Claudio Biern Boyd
- ©B. R. B. Merchandising Internacional 1980 → © B.R.B. Internacional, S.A. 1980